# Stal Gorzów Wielkopolski (żużel) w sezonie 2017
Sezon 2017 był 51. Stali Gorzów Wielkopolski w ekstralidze i 70. w historii klubu.

## Rozgrywki

### Statystyki
Zasady klasyfikacji: minimum 1 start w rozgrywkach ekstraligi w sezonie 2017.
| Msc. | Żużlowiec           | Wiek | M. | B. | Pkt. | Bon. | Razem | Śr. bieg. | KSM |
| ---- | ------------------- | ---- | -- | -- | ---- | ---- | ----- | --------- | --- |
| 1    | Bartosz Zmarzlik    | 22   | 18 | 93 | 215  | 6    | 221   | 2,376     | –   |
| 9    | Niels K. Iversen    | 35   | 14 | 67 | 118  | 20   | 138   | 2,060     | –   |
| 12   | Martin Vaculík      | 27   | 17 | 83 | 149  | 20   | 169   | 2,036     | –   |
| 23   | Krzysztof Kasprzak  | 33   | 15 | 69 | 115  | 11   | 126   | 1,826     | –   |
| 31   | Przemysław Pawlicki | 26   | 18 | 83 | 120  | 16   | 136   | 1,639     | –   |
| 37   | Rafał Karczmarz     | 18   | 17 | 56 | 69   | 16   | 85    | 1,518     | –   |
| 54   | Hubert Czerniawski  | 17   | 14 | 42 | 17   | 4    | 21    | 0,500     | –   |
| nsk  | Linus Sundström     | 27   | 8  | 32 | 36   | 8    | 44    | 1,375     | –   |
| nsk  | Alan Szczotka       | 16   | 5  | 15 | 11   | 2    | 13    | 0,867     | –   |

Wiek według roku urodzenia. Żużlowcy do 21 lat - młodzieżowcy (inaczej juniorzy),
M. - liczba meczów, B. - liczba biegów, Pkt. - liczba punktów, Bon. - liczba bonusów,
Razem - suma Pkt. i Bon., Śr. bieg. - iloraz Razem przez B., KSM - iloczyn Śr. bieg. bez Bon. razy 4,
Msc. - miejsce na liście klasyfikacyjnej, nsk - żużlowiec niesklasyfikowany

### PGE Ekstraliga
| 1 runda 17 kwietnia 2017 | Get Well Toruń | 44:46 | Cash Broker Stal Gorzów Wielkopolski | Motoarena Toruń Widzów: 12 000 Sędzia: Tomasz Proszowski |
| 1 runda 17 kwietnia 2017 | 9. Greg Hancock 10 (3,3,1,0,3) 10. Michael J. Jensen 5 (1,1,2,1,0) 11. Adrian Miedziński 9 (0,2,3,3,1) 12. Paweł Przedpełski 5 (1,3,0,1) 13. Chris Holder 7 (1,1,3,0,2) 14. Igor Kopeć-Sobczyński 4 (3,0,1) 15. Daniel Kaczmarek 4 (2,2,0) | 44:46 | 1. Niels K. Iversen 7 (2,1,1,2,1) 2. Krzysztof Kasprzak 4 (0,0,2,2) 3. Przemysław Pawlicki 12 (3,3,0,3,3) 4. Martin Vaculík 12 (2,2,3,3,2) 5. Bartosz Zmarzlik 9 (3,2,2,2,w) 6. Rafał Karczmarz 0 (0,0,0) 7. Hubert Czerniawski 2 (1,0,1) | Motoarena Toruń Widzów: 12 000 Sędzia: Tomasz Proszowski |

| 2 runda 16 lipca 2017 | MrGarden GKM Grudziądz | 49:41 | Cash Broker Stal Gorzów Wielkopolski | Stadion żużlowy w Grudziądzu Widzów: 6 500 Sędzia: Remigiusz Substyk |
| 2 runda 16 lipca 2017 | 9. Antonio Lindbäck 9 (3,2,3,1,0) 10. Krystian Pieszczek 8 (0,3,2,1,2) 11. Krzysztof Buczkowski 11 (3,2,2,3,1) 12. Rafał Okoniewski 4 (2,t,w,2) 13. Artiom Łaguta 11 (2,3,3,3,w) 14. Kamil Wieczorek 3 (2,0,1) 15. Mike Trzensiok 3 (3,0,u,0) | 49:41 | 1. Niels K. Iversen 10 (1,3,2,2,0,2) 2. Przemysław Pawlicki 4 (2,1,1,0) 3. Krzysztof Kasprzak 6 (1,1,1,–,3) 4. Martin Vaculík 3 (0,2,0,–,1) 5. Bartosz Zmarzlik 15 (3,1,3,2,3,3) 6. Hubert Czerniawski 0 (w,0,0) 7. Alan Szczotka 3 (1,1,1) | Stadion żużlowy w Grudziądzu Widzów: 6 500 Sędzia: Remigiusz Substyk |

| 3 runda 30 kwietnia 2017 | Cash Broker Stal Gorzów Wielkopolski | 51:39 | ROW Rybnik | Stadion im. Edwarda Jancarza Widzów: 12 294 Sędzia: Ryszard Bryła |
| 3 runda 30 kwietnia 2017 | 9. Przemysław Pawlicki 8 (2,1,2,2,1) 10. Niels K. Iversen 12 (3,2,3,3,1) 11. Krzysztof Kasprzak 8 (3,3,0,2,0) 12. Martin Vaculík 4 (w,1,2,1) 13. Bartosz Zmarzlik 13 (3,3,3,2,2) 14. Hubert Czerniawski 3 (2,1,0) 15. Rafał Karczmarz 3 (1,2,0) | 51:39 | 1. Fredrik Lindgren 9 (1,2,2,1,3,0) 2. Damian Baliński 0 (0,0,–,–,–) 3. Max Fricke 11 (2,2,1,0,3,3) 4. Tobiasz Musielak 1 (1,0,0,–) 5. Grigorij Łaguta 4 (1,0,1,0,2) 6. Kacper Woryna 14 (3,3,1,3,1,3) 7. Robert Chmiel 0 (0,0,–) | Stadion im. Edwarda Jancarza Widzów: 12 294 Sędzia: Ryszard Bryła |

| 4 runda 7 maja 2017 | Betard Sparta Wrocław | 44:45 | Cash Broker Stal Gorzów Wielkopolski | Stadion Olimpijski we Wrocławiu Widzów: 12 000 Sędzia: Ryszard Bryła |
| 4 runda 7 maja 2017 | 9. Tai Woffinden 8 (3,2,w,3,0,0) 10. Andžejs Ļebedevs 6 (0,3,0,2,1) 11. Maciej Janowski 15 (2,3,2,3,3,2) 12. Tomasz Jędrzejak 6 (3,2,0,d,1,0) 13. Václav Milík ZZ 14. Damian Dróżdż 4 (2,0,2) 15. Maksym Drabik 6 (3,3,d,0) | 44:45 | 1. Przemysław Pawlicki 6 (2,1,1,w,2) 2. Niels K. Iversen 14 (1,2,3,3,2,3) 3. Krzysztof Kasprzak 0 (u,–,–,–) 4. Martin Vaculík 12 (1,1,1,3,3,3) 5. Bartosz Zmarzlik 10 (1,2,2,2,2,1) 6. Rafał Karczmarz 3 (1,1,1,d) 7. Hubert Czerniawski 0 (0,0,–) | Stadion Olimpijski we Wrocławiu Widzów: 12 000 Sędzia: Ryszard Bryła |

| 5 runda 21 maja 2017 | Cash Broker Stal Gorzów Wielkopolski | 51:39 | Fogo Unia Leszno | Stadion im. Edwarda Jancarza Widzów: 12 100 Sędzia: Artur Kuśmierz |
| 5 runda 21 maja 2017 | 9. Niels K. Iversen 6 (3,1,0,2,0) 10. Linus Sundström 6 (0,2,2,2) 11. Przemysław Pawlicki 9 (3,3,1,w,2) 12. Martin Vaculík 11 (w,2,3,3,3) 13. Bartosz Zmarzlik 14 (3,3,3,3,2) 14. Alan Szczotka 2 (1,0,1) 15. Rafał Karczmarz 3 (2,1,0) | 51:39 | 1. Emil Sajfutdinow 7 (1,0,2,3,1) 2. Peter Kildemand 4 (2,1,1,0) 3. Piotr Pawlicki 7 (2,1,3,1,0,0) 4. Janusz Kołodziej 4 (1,2,1,–,–) 5. Nicki Pedersen 7 (0,3,2,1,1) 6. Dominik Kubera 0 (w,0,–) 7. Bartosz Smektała 10 (3,2,0,2,3) | Stadion im. Edwarda Jancarza Widzów: 12 100 Sędzia: Artur Kuśmierz |

| 6 runda 28 maja 2017 | Cash Broker Stal Gorzów Wielkopolski | 45:45 | Ekantor.pl Falubaz Zielona Góra | Stadion im. Edwarda Jancarza Widzów: 14 500 Sędzia: Paweł Słupski |
| 6 runda 28 maja 2017 | 9. Niels K. Iversen 7 (3,1,1,1,1) 10. Linus Sundström 4 (0,2,2,0) 11. Przemysław Pawlicki 8 (3,2,1,1,1) 12. Martin Vaculík 7 (1,1,2,3,0) 13. Bartosz Zmarzlik 12 (2,3,2,2,3) 14. Alan Szczotka 3 (3,0,0) 15. Rafał Karczmarz 4 (2,1,1) | 45:45 | 1. Patryk Dudek 9 (1,0,3,1,2,2) 2. Jarosław Hampel 8 (2,3,0,–,3) 3. Jason Doyle 11 (2,1,3,3,2) 4. Andrij Karpow 2 (0,2,0,0) 5. Piotr Protasiewicz 11 (3,3,3,2,0) 6. Alex Zgardziński 4 (1,0,0,3) 7. Mateusz Burzyński 0 (0,–,0) | Stadion im. Edwarda Jancarza Widzów: 14 500 Sędzia: Paweł Słupski |

| 7 runda 22 czerwca 2017 | Włókniarz Vitroszlif CrossFit Częstochowa | 46:44 | Cash Broker Stal Gorzów Wielkopolski | SGP Arena Częstochowa Widzów: 7 000 Sędzia: Paweł Słupski |
| 7 runda 22 czerwca 2017 | 9. Leon Madsen 11 (3,1,3,3,1) 10. Karol Baran 7 (2,2,2,1,0) 11. Sebastian Ułamek 1 (0,0,1,0) 12. Matej Žagar 9 (2,3,2,0,2) 13. Rune Holta 12 (2,3,1,3,3) 14. Oskar Polis 5 (3,0,2) 15. Michał Gruchalski 1 (1,0,0) | 46:44 | 1. Niels K. Iversen 8 (0,2,3,3,0) 2. Krzysztof Kasprzak 9 (1,1,2,2,3) 3. Przemysław Pawlicki 3 (1,1,1,w) 4. Martin Vaculík 7 (3,2,d,1,1) 5. Bartosz Zmarzlik 13 (3,3,3,2,2) 6. Rafał Karczmarz 3 (2,0,1) 7. Hubert Czerniawski 1 (0,1,w) | SGP Arena Częstochowa Widzów: 7 000 Sędzia: Paweł Słupski |

| 8 runda 11 czerwca 2017 | Cash Broker Stal Gorzów Wielkopolski | 55:35 | Get Well Toruń | Stadion im. Edwarda Jancarza Widzów: 11 257 Sędzia: Ryszard Bryła |
| 8 runda 11 czerwca 2017 | 9. Niels K. Iversen 11 (3,3,2,2,1) 10. Linus Sundström 4 (1,1,0,2) 11. Przemysław Pawlicki 13 (3,3,2,3,2) 12. Martin Vaculík 11 (0,2,3,3,3) 13. Bartosz Zmarzlik 12 (2,2,3,3,2) 14. Alan Szczotka 0 (0,d,0) 15. Rafał Karczmarz 4 (3,1,0) | 55:35 | 1. Chris Holder 6 (0,1,2,2,1) 2. Michael J. Jensen 3 (2,0,1,–) 3. Greg Hancock 11 (1,3,3,1,3) 4. Paweł Przedpełski 4 (2,1,1,0,0) 5. Adrian Miedziński 7 (3,2,1,w,1,0) 6. Daniel Kaczmarek 3 (2,0,1) 7. Igor Kopeć-Sobczyński 1 (1,0,0) | Stadion im. Edwarda Jancarza Widzów: 11 257 Sędzia: Ryszard Bryła |

| 9 runda 18 czerwca 2017 | Cash Broker Stal Gorzów Wielkopolski | 54:35 | MrGarden GKM Grudziądz | Stadion im. Edwarda Jancarza Widzów: 8 300 Sędzia: Remigiusz Substyk |
| 9 runda 18 czerwca 2017 | 9. Niels K. Iversen 10 (2,2,1,3,2) 10. Krzysztof Kasprzak 6 (3,1,2,d) 11. Przemysław Pawlicki 9 (2,1,2,2,2) 12. Martin Vaculík 8 (1,3,1,2,1) 13. Bartosz Zmarzlik 12 (3,3,3,2,1) 14. Alan Szczotka 3 (2,0,1) 15. Rafał Karczmarz 6 (3,2,1) | 54:35 | 1. Kai Huckenbeck 2 (0,2,0,–,0) 2. Antonio Lindbäck 9 (1,t,2,w,3,3) 3. Krzysztof Buczkowski 9 (3,2,0,3,1,0) 4. Krystian Pieszczek 1 (0,1,–,–) 5. Artiom Łaguta 13 (1,3,3,3,0,3) 6. Kamil Wieczorek 1 (1,0,0,0) 7. Mike Trzensiok 0 (0,0,0) | Stadion im. Edwarda Jancarza Widzów: 8 300 Sędzia: Remigiusz Substyk |

| 10 runda 25 czerwca 2017 | ROW Rybnik | 50:40 | Cash Broker Stal Gorzów Wielkopolski | Stadion Miejski w Rybniku Widzów: 8 000 Sędzia: Piotr Lis |
| 10 runda 25 czerwca 2017 | 9. Rafał Szombierski 7 (1,1,1,1,3) 10. Fredrik Lindgren 3 (t,3,0,0) 11. Max Fricke 11 (3,3,3,2,0) 12. Tobiasz Musielak 3 (t,0,1,2) 13. Grigorij Łaguta 15 (3,3,3,3,3) 14. Lars Skupień 3 (1,1,0,1) 15. Kacper Woryna 8 (2,2,1,1,2) | 50:40 | 1. Przemysław Pawlicki 2 (0,2,0,–,–) 2. Niels K. Iversen 7 (3,1,2,1,w) 3. Krzysztof Kasprzak 11 (2,2,3,2,1,1) 4. Martin Vaculík 3 (0,1,2,0) 5. Bartosz Zmarzlik 14 (2,2,2,3,3,2) 6. Rafał Karczmarz 3 (3,0,w) 7. Hubert Czerniawski 0 (0,0,0) | Stadion Miejski w Rybniku Widzów: 8 000 Sędzia: Piotr Lis |

| 11 runda 30 lipca 2017 | Cash Broker Stal Gorzów Wielkopolski | 41:49 | Betard Sparta Wrocław | Stadion im. Edwarda Jancarza Widzów: 12 300 Sędzia: Artur Kuśmierz |
| 11 runda 30 lipca 2017 | 9. Martin Vaculík 12 (3,2,3,2,2) 10. Przemysław Pawlicki 2 (1,u,w,1) 11. Niels K. Iversen 9 (1,3,3,2,0) 12. Krzysztof Kasprzak 5 (2,0,2,1,w) 13. Bartosz Zmarzlik 10 (3,2,1,3,1) 14. Hubert Czerniawski 0 (0,0,0) 15. Rafał Karczmarz 3 (1,2,0) | 41:49 | 1. Tai Woffinden 10 (2,1,3,3,1) 2. Szymon Woźniak 6 (0,2,2,0,2) 3. Maciej Janowski 9 (0,3,1,2,3) 4. Václav Milík 12 (3,1,2,3,3) 5. Andžejs Ļebedevs 2 (1,1,–,0) 6. Maksym Drabik 8 (3,3,1,1) 7. Damian Dróżdż 2 (2,0,0) | Stadion im. Edwarda Jancarza Widzów: 12 300 Sędzia: Artur Kuśmierz |

| 12 runda 6 sierpnia 2017 | Fogo Unia Leszno | 41:49 | Cash Broker Stal Gorzów Wielkopolski | Stadion im. Alfreda Smoczyka Widzów: 10 000 Sędzia: Ryszard Bryła |
| 12 runda 6 sierpnia 2017 | 9. Emil Sajfutdinow 12 (2,2,3,3,t,2) 10. Peter Kildemand 4 (3,1,0,0) 11. Piotr Pawlicki 3 (1,0,2,–,1) 12. Grzegorz Zengota 5 (2,2,1,0,0) 13. Janusz Kołodziej 9 (3,0,2,1,3) 14. Bartosz Smektała 4 (0,2,0,2) 15. Dominik Kubera 3 (3,0,0) | 41:49 | 1. Przemysław Pawlicki 8 (0,1,3,2,2) 2. Niels K. Iversen 10 (1,3,1,2,3) 3. Krzysztof Kasprzak 9 (w,3,2,3,1) 4. Linus Sundström 6 (3,1,1,1) 5. Bartosz Zmarzlik 11 (2,3,3,3,w) 6. Rafał Karczmarz 3 (2,w,1) 7. Hubert Czerniawski 2 (1,1,0) | Stadion im. Alfreda Smoczyka Widzów: 10 000 Sędzia: Ryszard Bryła |

| 13 runda 13 sierpnia 2017 | Ekantor.pl Falubaz Zielona Góra | 45:45 | Cash Broker Stal Gorzów Wielkopolski | Stadion żużlowy w Zielonej Górze Widzów: 15 000 Sędzia: Remigiusz Substyk |
| 13 runda 13 sierpnia 2017 | 9. Jason Doyle 9 (3,2,0,2,2) 10. Jacob Thorssell 5 (0,0,3,2) 11. Patryk Dudek 8 (0,3,3,0,2) 12. Jarosław Hampel 9 (3,2,1,0,3) 13. Piotr Protasiewicz 8 (2,2,2,1,1) 14. Sebastian Niedźwiedź 4 (3,0,1) 15. Alex Zgardziński 2 (1,1,0) | 45:45 | 1. Krzysztof Kasprzak 7 (2,1,1,3,0) 2. Martin Vaculík 7 (1,0,3,3,0) 3. Przemysław Pawlicki 7 (2,3,2,0) 4. Niels K. Iversen 7 (1,1,1,3,1) 5. Bartosz Zmarzlik 12 (3,3,2,1,3) 6. Rafał Karczmarz 5 (2,1,2) 7. Hubert Czerniawski 0 (0,0,w) | Stadion żużlowy w Zielonej Górze Widzów: 15 000 Sędzia: Remigiusz Substyk |

| 14 runda 20 sierpnia 2017 | Cash Broker Stal Gorzów Wielkopolski | 57:33 | Włókniarz Vitroszlif CrossFit Częstochowa | Stadion im. Edwarda Jancarza Widzów: 11 127 Sędzia: Remigiusz Substyk |
| 14 runda 20 sierpnia 2017 | 9. Martin Vaculík 12 (2,3,3,3,1) 10. Przemysław Pawlicki 8 (3,2,0,1,2) 11. Niels K. Iversen 0 (u,–,–,–,-) 12. Krzysztof Kasprzak 13 (3,3,3,1,3) 13. Bartosz Zmarzlik 15 (3,3,3,3,3) 14. Hubert Czerniawski 1 (w,0,0,0,1) 15. Rafał Karczmarz 8 (2,1,2,1,2) | 57:33 | 1. Leon Madsen 5 (d,2,0,3) 2. Andreas Jonsson 6 (1,1,2,2,0) 3. Matej Žagar 7 (2,2,2,0,1,d) 4. Karol Baran 2 (w,1,1,0,–) 5. Rune Holta 8 (1,1,2,2,2) 6. Michał Gruchalski 1 (1,0,–) 7. Oskar Polis 4 (3,d,1,0) | Stadion im. Edwarda Jancarza Widzów: 11 127 Sędzia: Remigiusz Substyk |

| 15 runda 3 września 2017 | Betard Sparta Wrocław | 47:43 | Cash Broker Stal Gorzów Wielkopolski | Stadion Olimpijski we Wrocławiu Widzów: 12 000 Sędzia: Ryszard Bryła |
| 15 runda 3 września 2017 | 9. Tai Woffinden 13 (3,3,2,3,2) 10. Szymon Woźniak 3 (d,2,0,1) 11. Maciej Janowski 10 (2,3,w,2,3) 12. Václav Milík 8 (0,2,3,1,2) 13. Andžejs Ļebedevs 2 (0,–,2,w,–) 14. Damian Dróżdż 1 (1,0,0) 15. Maksym Drabik 10 (3,2,2,3,0) | 47:43 | 1. Przemysław Pawlicki 6 (2,1,1,1,1) 2. Linus Sundström 1 (1,0,0,–) 3. Krzysztof Kasprzak 8 (1,3,1,3,0) 4. Martin Vaculík 10 (3,1,3,2,0,1) 5. Bartosz Zmarzlik 11 (3,1,2,2,3) 6. Rafał Karczmarz 6 (2,0,1,3) 7. Hubert Czerniawski 1 (0,1,–) | Stadion Olimpijski we Wrocławiu Widzów: 12 000 Sędzia: Ryszard Bryła |

| 16 runda 10 września 2017 | Cash Broker Stal Gorzów Wielkopolski | 45:45 | Betard Sparta Wrocław | Stadion im. Edwarda Jancarza Widzów: 12 110 Sędzia: Wojciech Grodzki |
| 16 runda 10 września 2017 | 9. Martin Vaculík 11 (3,3,3,2,0) 10. Przemysław Pawlicki 3 (0,1,1,1,w) 11. Krzysztof Kasprzak 10 (2,3,2,1,2) 12. Linus Sundström 5 (3,1,1,0) 13. Bartosz Zmarzlik 10 (2,3,2,2,1) 14. Hubert Czerniawski 3 (3,0,0) 15. Rafał Karczmarz 3 (2,1,0) | 45:45 | 1. Tai Woffinden 15 (1,2,3,3,3,3) 2. Szymon Woźniak 10 (2,d,1,3,3,1) 3. Maciej Janowski 2 (1,1,d,0) 4. Andžejs Ļebedevs 2 (0,2,–,–,–) 5. Václav Milík 13 (3,2,2,3,1,2) 6. Damian Dróżdż 3 (1,0,0,2) 7. Lars Skupień 0 (0,0,–) | Stadion im. Edwarda Jancarza Widzów: 12 110 Sędzia: Wojciech Grodzki |

| 17 runda 17 września 2017 | Cash Broker Stal Gorzów Wielkopolski | 52:38 | Ekantor.pl Falubaz Zielona Góra | Stadion im. Edwarda Jancarza Widzów: 7 000 Sędzia: Artur Kuśmierz |
| 17 runda 17 września 2017 | 9. Bartosz Zmarzlik 13 (3,2,2,3,3) 10. Linus Sundström 6 (2,1,1,0,2) 11. Martin Vaculík 13 (3,3,2,3,2) 12. Przemysław Pawlicki 4 (2,0,1,w) 13. Krzysztof Kasprzak 10 (2,3,3,1,1) 14. Rafał Karczmarz 4 (2,2,t) 15. Hubert Czerniawski 3 (3,w,0) | 52:38 | 1. Jarosław Hampel 9 (1,1,2,3,2,0) 2. Jacob Thorssell 1 (0,–,1,–) 3. Patryk Dudek 10 (0,d,3,2,2,3) 4. Piotr Protasiewicz 2 (1,1,0,–,0) 5. Jason Doyle 13 (3,2,3,3,1,1) 6. Alex Zgardziński 2 (1,0,0,1) 7. Mateusz Tonder 1 (0,1,–) | Stadion im. Edwarda Jancarza Widzów: 7 000 Sędzia: Artur Kuśmierz |

| 18 runda 1 października 2017 | Ekantor.pl Falubaz Zielona Góra | 44:46 | Cash Broker Stal Gorzów Wielkopolski | Stadion Żużlowy w Zielonej Górze Widzów: 7 000 Sędzia: Krzysztof Meyze |
| 18 runda 1 października 2017 | 9. Jarosław Hampel 7 (3,0,1,2,1) 10. Andrij Karpow 2 (1,1,d,–) 11. Jason Doyle 6 (2,0,3,1,–) 12. Patryk Dudek 14 (1,3,1,3,3,3) 13. Piotr Protasiewicz 11 (1,3,1,2,3,1) 14. Mateusz Tonder 0 (0,0,–) 15. Alex Zgardziński 4 (2,2,0,0) | 44:46 | 1. Martin Vaculík 6 (0,2,2,2) 2. Przemysław Pawlicki 9 (2,1,3,1,2) 3. Krzysztof Kasprzak 9 (3,2,2,0,2) 4. Linus Sundström 4 (0,1,3,0,–) 5. Bartosz Zmarzlik 9 (3,3,2,1,0) 6. Rafał Karczmarz 8 (3,2,3,0) 7. Hubert Czerniawski 1 (1,0,0) | Stadion Żużlowy w Zielonej Górze Widzów: 7 000 Sędzia: Krzysztof Meyze |

### Bilans meczów
| Runda    | 1 | 3 | 4 | 5 | 6 | 8 | 9 | 7 | 10 | 2 | 11 | 12 | 13 | 14 | 15 | 16 | 17 | 18 |
| Miejsce  | W | D | W | D | D | D | D | W | W  | W | D  | W  | W  | D  | W  | D  | D  | W  |
| Rezultat | Z | Z | Z | Z | R | Z | Z | P | P  | P | P  | Z  | R  | Z  | P  | R  | Z  | Z  |
| Pozycja  | 3 | 2 | 1 | 1 | 1 | 1 | 1 | 1 | 2  | 4 | 4  | 3  | 3  | 3  | 3  | 3  | 3  | 3  |

Legenda:       runda zasadnicza: kolejki 1–14;       play-off: kolejki 15–18;       1. miejsce;       2. miejsce;       3. miejsce;       baraż o prawo startu w ekstralidze w 2018 roku;       spadek
D – mecz rozgrywany u siebie; W – mecz rozgrywany na wyjeździe; Z – zwycięstwo; P – przegrana; R – remis